# Antonio Magarotto

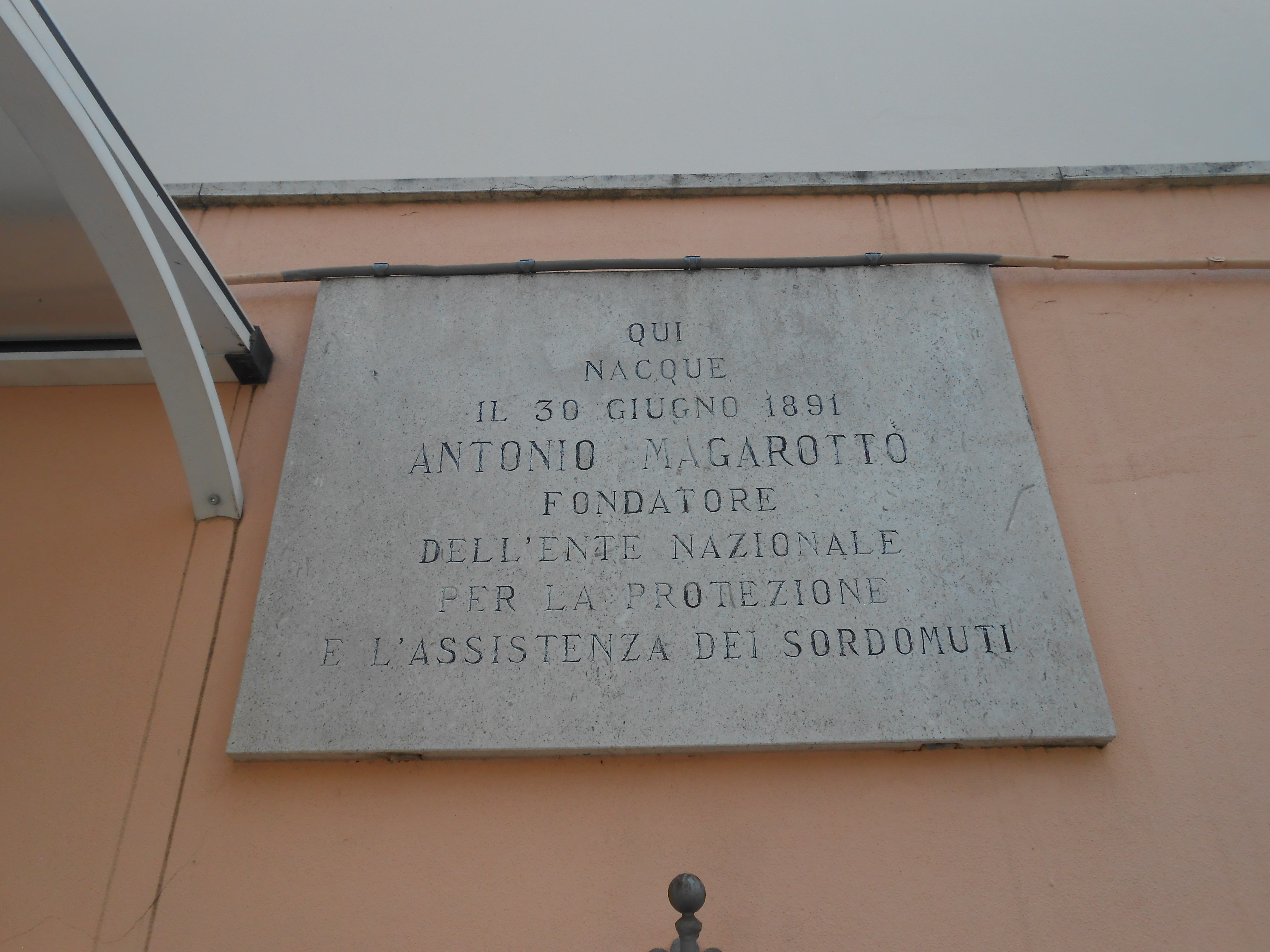
Nella sua casa natale a Pojana Maggiore c'è questa lapide

Antonio Magarotto (Pojana Maggiore, 30 giugno 1891 – Roma, 10 maggio 1966) è stato un attivista e educatore italiano, fondatore dell'Ente Nazionale Sordi e rettore dell'Istituto Statale d'Istruzione Specializzata per Sordi di Padova.

## Biografia
Figlio di un farmacista padovano, divenne sordo a causa di una meningite che lo colpì all'età di 3 anni. Si trasferì a Siena, per frequentare la scuola per sordi presso l'Istituto "Tommaso Pendola", retto dai Padri scolopi: gli furono insegnati la lettura labiale e il metodo dell'oralismo, e imparò a parlare. Nel 1905 ritornò a Pojana dove si dedicò all'arte grafica specializzandosi in linotipia (sulla quale scrisse alcuni libri) e fondando una scuola d'arte.
Trasferitosi a Padova, fu impiegato nella tipografia vescovile dove si stampavano importanti testate d'ispirazione cattolica quali La Libertà, Il Popolo Veneto e la Difesa del Popolo. Lì fondò l'Associazione veneta dei sordomuti e nel 1923 ottenne dal governo Mussolini la legge che permetteva ai sordomuti ed ai ciechi di frequentare la scuola elementare.
Nel 1932, a Padova, in occasione della festa di Sant'Antonio fondò l'Ente Nazionale Sordomuti, di cui fu commissario straordinario e successivamente membro dal 1944 al 1950. Il primo presidente a guidare l'ENS fu Giovanni De Carlis dal 1948 al 1950 succedendo a Vittorio Ieralla.
Si prodigò poi per l'istruzione media e superiore dei sordomuti sino a fondare ben 22 scuole in tutta Italia. Il figlio Cesare Magarotto proseguì nella missione del padre, ricoprì importanti ruoli in questo settore e fondò la Federazione Mondiale dei Sordi (WFD).

## Cultura di massa
Nel 2019 venne pubblicato il fumetto su Antonio Magarotto, Fratelli del Silenzio disegnati da Valerio Paolucci e da Giuseppe Maggiore, scritti dalle sceneggiature di Armando Delfini ed Alessandra Marras.

## Onorificenze
A Washington, nel 1964, gli fu conferita la laurea honoris causa dal Gallaudet College (oggi Gallaudet University) come maestro-educatore dei sordi, che ha dedicato la sua vita all'educazione e all'istruzione dei suoi fratelli.
Gli fu assegnata la medaglia d'oro della scuola del libro. Fu anche insignito del titolo di Cavaliere della Corona d'Italia e di alte onorificenze dal Presidente della Repubblica e dalla Santa Sede.
Nel paese natale di Pojana Maggiore, nel 1969, gli fu intitolata una via.
Oltre Pojana Maggiore, anche a Padova, Roma, Abano Terme ed Alcamo gli furono intitolate le vie. Oltre a lui, anche a Giovanni De Carlis.